# Horișnii, Pustomîtî
Horișnii (în ucraineană Горішній) este un sat în comuna Zubra din raionul Pustomîtî, regiunea Liov, Ucraina.

## Demografie
Componența lingvistică a localității Horișnii
     Ucraineană (100%)
Conform recensământului din 2001, toată populația localității Horișnii era vorbitoare de ucraineană (100%).